# سلول کاخال-رتزیوس
سلول کاخال-رتزیوس (انگلیسی: Cajal–Retzius cell) که با نام سلول‌های افقی کاخال هم شناخته می‌شوند، گروهی غیرهمگون از سلول‌های کاملاً متمایز به‌لحاظ ظاهری و مولکولی هستند که ریلین می‌سازند و در ناحیهٔ حاشیه‌ای/لایه ۱ از قشر مغز و هیپوکامپ نابالغ در گونه‌های جانوری متفاوت و در زمان‌های مختلف زندگی، همچون رویان‌زایی و دوران پس از جنینی دیده می‌شوند.
این سلول‌ها را سانتیاگو رامون ئی کاخال و گوستاف رتزیوس در دو زمان مختلف و در دو گونه جانوری مختلف کشف کردند. این سلول‌ها در چندین مکان مختلف از مغزی که در حال تشکیل است؛ در درون نوقشر و هیپوکامپ تشکیل می‌شود و از آنجا به ناحیه حاشیه‌ای آمده و لایه ۱ قشر مغز را می‌سازند.
از آنجایی که این سلول‌ها در ساماندهی صحیح ساختار مغز اولیه نقش دارند، چندین پژوهش در زمینهٔ ارتباط این سلول‌ها با بیماریهای تکاملی مغز، به‌ویژه اسکیزوفرنی، اختلال دوقطبی، اوتیسم، بی‌شکنجی و صرع لوب گیجگاهی وجود دارد. در بیماری آلزایمر هم تعداد این سلول‌ها در مقایسه با مغز طبیعی، کاهش چشمگیر دارد و برخی علائم آلزایمر ناشی از این مسئله است.